# Sinemydidae
I sinemididi (Sinemydidae) sono una famiglia di tartarughe estinte, vissute tra il Giurassico superiore e il Cretaceo superiore (circa 155 - 80 milioni di anni fa) e i loro resti fossili sono stati ritrovati in Asia.

## Classificazione
Queste tartarughe si distinguevano da altre forme simili per una caratteristica principale, ovvero la completa formazione dell'articolazione centrale delle vertebre cervicali. Queste vertebre erano evidentemente più evolute di quelle di altre forme come Xinjiangchelys. Il gruppo dei sinemididi comprende numerose forme esclusivamente asiatiche, molto simili ai macrobaenidi; a differenza di questi ultimi, però, i sinemididi conservavano ancora una finestra carotidea aperta e un ridotto processo basipterigoide del basisfenoide (quest'ultimo un carattere primitivo che si ritrova anche in altre tartarughe basali). 
Tra le varie forme di sinemididi, sono da ricordare Sinemys, Ordosemys, Dracochelys e Manchurochelys.